# Guido Henckel von Donnersmarck
Pour les articles homonymes, voir Henckel et Donnersmarck.
Guido Henckel von Donnersmarck, né le 10 août 1830 à Breslau et mort le 19 décembre 1916 à Berlin, est un gentilhomme prussien, magnat de l'industrie et préfet de la Lorraine annexée (district de Lorraine), sous l'Empire allemand.

## Biographie

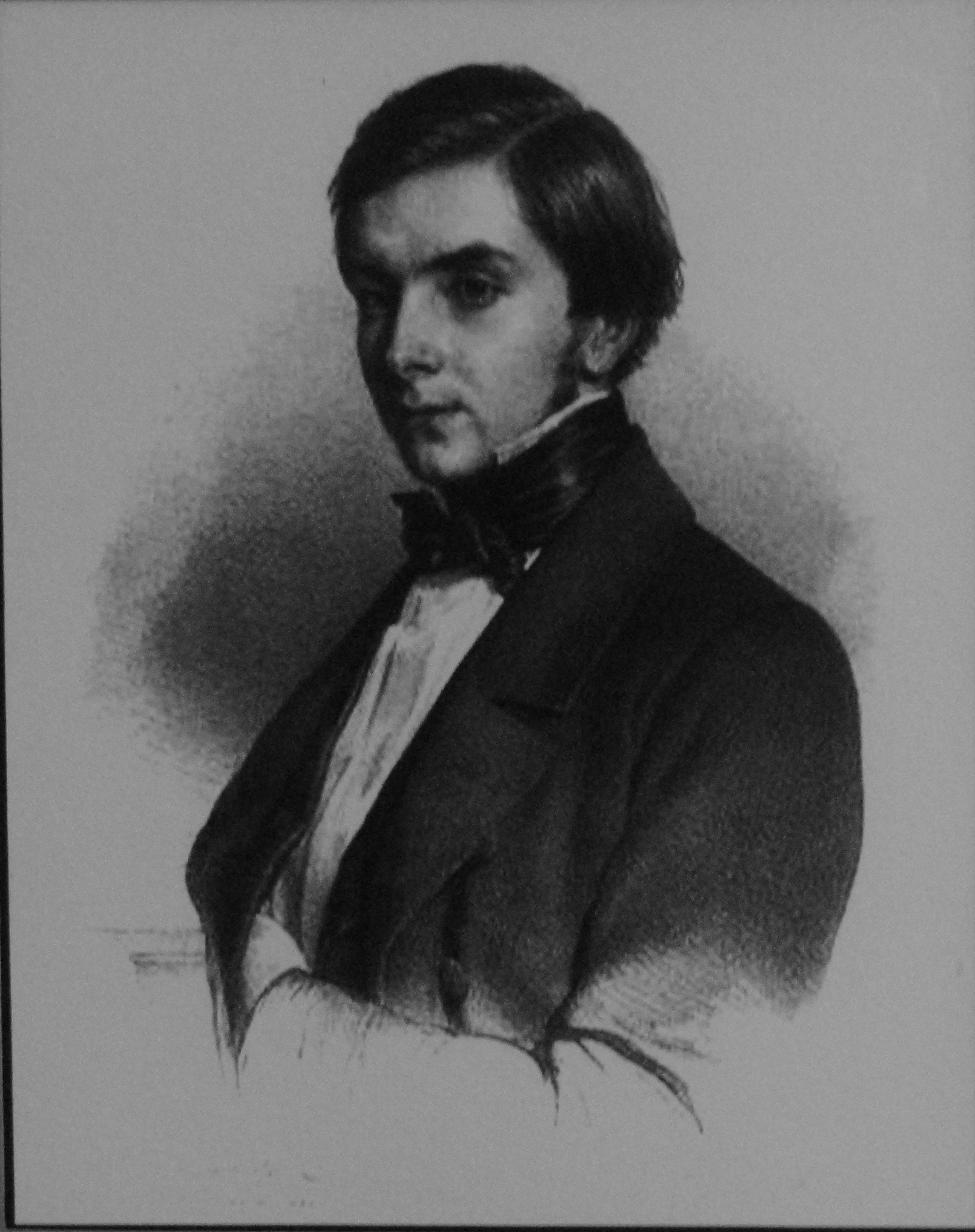
Le comte von Donnersmarck en 1871, quand il épouse La Païva

Guido Georg Friedrich Erdmann Adalbert Heinrich Henckel von Donnersmarck naît à Breslau, en province de Silésie, le 10 août 1830, second fils du comte Carl Lazarus Henckel von Donnersmarck (de) (1772-1864) et de la comtesse Julie von Bohlen (1800-1866).
Il est issu d'une ancienne famille de la noblesse hongroise, dont la filiation suivie remonte à 1417, gratifiée de plusieurs titres nobiliaires par les empereurs d'Autriche successifs, au XVIIe siècle .
Lorsque son frère aîné décède en 1848, son père lui lègue ses propriétés minières et ses nombreuses forges en province de Silésie. Après le transfert de propriété, il parvient au cours des décennies suivantes, à augmenter la production annuelle de charbon, de 21 000 tonnes à 2,5 millions de tonnes, et devient ainsi un des hommes les plus riches d'Allemagne.
Il a financé la reconstruction d'églises catholiques et protestantes. Il influe politiquement en tant que député de l'arrondissement de Tarnowitz, membre du Parlement et en tant que membre héréditaire de la maison de Prusse.
En 1851, il effectue la fusion de ses mines de charbon « Concordia » et « Michael » en un seul établissement.
En 1853, il fonde à Lipine, (actuellement Lipiny (Świętochłowice) (pl), en Pologne), la première société à responsabilité limitée « Mines de Silésie et Lipiny galvanisation » (« Śląskie Kopalnie i Cynkownie Lipiny »), pour l'exploitation minière en Silésie et l'exploitation de la fusion du zinc, dont il est resté le président jusqu'à sa mort. Y ont été intégrées, les mines de charbon « Karsten Centrum » à Beuthen (actuellement Bytom, en Pologne), « Andalousie » à Deutsch Piekar (actuellement Piekary Slaskie, en Pologne), les mines de smithsonite : « Matilda », « Cecilia », « Szarlej », dont on avait besoin pour l'extraction du zinc, et la fonderie de zinc « Thurzo ». Le capital social est fixé à 5 millions de thalers prussiens.
En 1855, il lance l'exploitation de la mine « Guido » à Hindenburg (actuellement Zabrze, en Pologne). La production était destinée à alimenter la forge voisine « Donnersmarck ». À cette époque, on utilisait habituellement des chevaux comme bêtes de trait dans la mine (les écuries souterraines qui avaient été installées à l'époque, sont encore conservées et visibles, dans leur état d’origine).
Dans les années 1850, Henckel von Donnersmarck vit à Paris avec une célèbre courtisane, Esther Lachmann, dite la Païva, pour laquelle il acquiert en 1857 le domaine de Pontchartrain, et bâtit le célèbre hôtel de l'avenue des Champs-Elysées, avant de l'épouser en 1871.
Étant, comme beaucoup d'autres hommes d’affaires prussiens, officier de réserve, il participe à la Guerre franco-allemande de 1870.

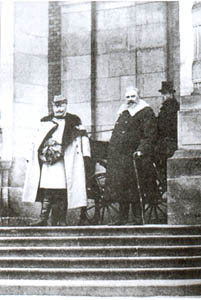
Guido Henckel von Donnersmarck avec l'Empereur Guillaume II (vers 1900)

À l’issue de celle-ci, le chancelier Bismarck le nomme préfet du district de Lorraine (la Lorraine annexée) à Metz, alors que le général prussien von Kammern, gouverneur provisoire, s'installe à l'hôtel de la Princerie. Guido Henckel von Donnersmarck déclare alors aux habitants : « Les bases de l'administration départementale, comme d'ailleurs de toute l'administration allemande, seront : bienveillance, impartialité et loyauté ».
Durant les négociations sur l'indemnisation de la France à l’Allemagne consécutives à la défaite de 1870, il conseille à Bismarck de faire payer rapidement la France, ce que cette dernière fera, puisque la somme sera réglée dès 1873. La Païva lui est très précieuse de par sa connaissance des milieux fortunés parisiens, ce qui facilite le calcul et la négociation de l'indemnité, fixée à cinq milliards de francs.
Avec la Païva, il fait construite par l'architecte parisien Hector Lefuel, un vaste château sur son domaine de Neudeck, en Silésie, (actuellement Świerklaniec, en Pologne), dans les années 1870 .
Il est de retour en Prusse en 1877 avec son épouse, pour s'installer au château de Neudeck, dont la construction venait de s'achever.
En 1883, pour une meilleure utilisation de ses vastes forêts, il fonde une usine de pâte à papier.
Son épouse meurt le 21 janvier 1884 au Château de Neudeck.
Il se remarie à Wiesbaden, le 11 mai 1887, avec Katharina Slepzow, issue de la noblesse russe. Ils auront deux enfants, Guido Otto (pl), (1888-1959) et Krafft Raul Paul Alfred Ludwig Guido (pl), (1890-1977).
Dès 1890, après la création d'autres usines de pâte à papier, elles sont fusionnées en une seule société. La cellulose est alors convertie avec des additifs chimiques en viscose, puis filée (« fil Cellestron »), dans des usines spécialement créées (« Continental Viscose GmBH » de Breslau et de Berlin), permettant ainsi la création de la soie artificielle (ou rayonne), à partir de 1903, à Sydowsaue (actuellement Żydowce (pl), en Pologne).
En 1896, il achète de vastes terres dans la région de Spis, (actuellement Szepes, en Slovaquie).
En 1897, il participe au développement de mines de charbon dans le district frontalier de Bendzin, (actuellement Będzin, en Pologne), et acquiert des mines en Suède.
En 1898, à l'occasion du cinquantième anniversaire de son entreprise, il institue une fondation sociale pour soutenir ses employés, avec un capital de 1,5 million de marks-or.
Il rend différents services à l'empereur Guillaume II, ce qui lui vaut d'être élevé, le 18 janvier 1901, à la dignité princière avec le titre héréditaire de prince (Fürst) de Donnersmarck.
Le 17 mars 1905, l'Institut technique de Charlottenbourg, lui décerne le titre de « Docteur honoris causa », pour sa contribution au développement de l'industrie chimique en Allemagne.
Juste avant la Première Guerre mondiale, sa fortune personnelle est estimée à plus de 250 000 marks-or, faisant de lui, la deuxième plus grande fortune d'Allemagne, après celle de Bertha Krupp, seule héritière de l'empire industriel Krupp AG.
Au cours de celle-ci, il soutient financièrement, sur ses fonds propres, la création de l'hôpital militaire de Frohnau à Berlin, sans aucun soutien public. La mise en place de la « Fondation Donnersmarck » permet la transformation de l'hôpital, en un centre de recherche médicale pour les anciens combattants handicapés après la guerre. Elle prend en charge sous le nom de « Fondation Prince Donnersmarck » (Fürst Donnersmarck-Stiftung (de)), la réhabilitation de Berlin.
En 1916, il augmente le capital de sa fondation d'un million de marks et la dote ainsi de quatre millions de marks. Il lui offre aussi des terrains d'une surface totale de 1 000 acres, soit 404 hectares, à la périphérie nord de Berlin.
Âgé de 86 ans, il meurt le 19 décembre 1916 à Berlin, et est enterré dans le nouveau mausolée à Neudeck, aujourd'hui Świerklaniec, en Pologne.
Son épouse, Katharina, meurt à Koslowagora, (actuellement Kozłowa Góra (pl)), dans les alentours de Piekary Śląskie (Pologne), le 10 février 1929.

## Mariages et descendance
Guido Henckel von Donnersmarck se marie deux fois :
1. à Paris le 28 octobre 1871 avec Esther Pauline Blanche, dite Thérése, Lachmann, veuve de François Villoing, remariée avec Albino Francisco de Araújo de Païva, marquis de Païva (mariage annulé). Sans postérité. Elle meurt en 1884.
2. à Wiesbaden le 11 mai 1887 avec Katharina Vassilievna Slepzow, divorcée de Nicolas Valerianovitch  Muraviev, fille de Vassili Alexandrovitch  Slepzow et de Sophia Philippovna  Christianovitch (Saint Pétersbourg , février 1862, Koslovagora, 10 février 1929). Dont deux enfants :
  1. Guido Otto Henckel von Donnersmarck (Berlin, 23 mai 1888 - Rottarch-Egern am Tegernsee, 23 décembre 1959), 2e prince von Donnersmarck (1916), marié à Munich les 13 et 14 février 1909 avec  la princesse Anne de Sayn-Wittgenstein-Berlebourg (Egern an Tegernsee, 12 septembre 1884 - Wildbach Kreuth 21 février 1963), dont postérité ;
  2. Kraft Henckel von Donnersmarck (Berlin, 12 mars 1890 - Rottach-Egern, 1er septembre 1977), sans alliance [13].

## Le château Neudeck
Le château Neudeck a été brûlé en 1945, détruit en 1961 puis rasé en 1962. Outre le jardin, le bassin, la fontaine, un mât, seules subsistent actuellement dans le parc, les quatre groupes de statues animalières d'Emmanuel Frémiet réalisées en France, en 1872, par la fonderie Antoine Durenne, ainsi que quelques sculptures de l’atelier du sculpteur allemand Theodor Kalide (en). Les éléments de la fontaine « Trzy Gracje » (Les Trois Grâces), ainsi que le mât, réalisés aussi en France en 1872, par la fonderie Antoine Durenne, ont été restaurés et redorés,.

L'ancien château
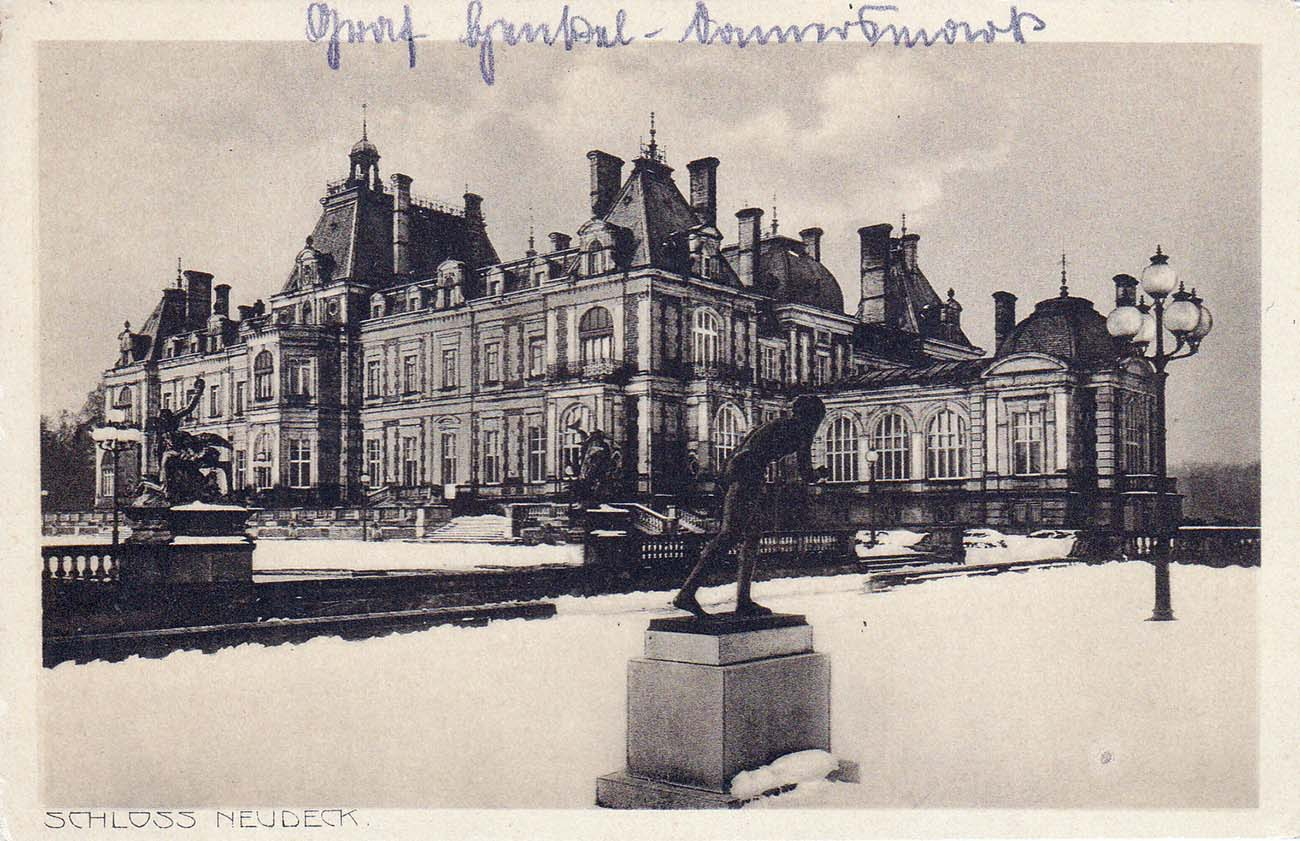
Château Neudeck, Silésie, (carte postale vers 1890)
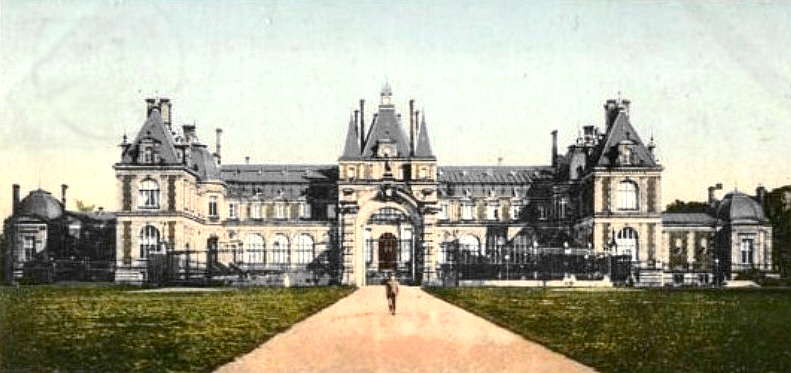
Château Neudeck, Silésie
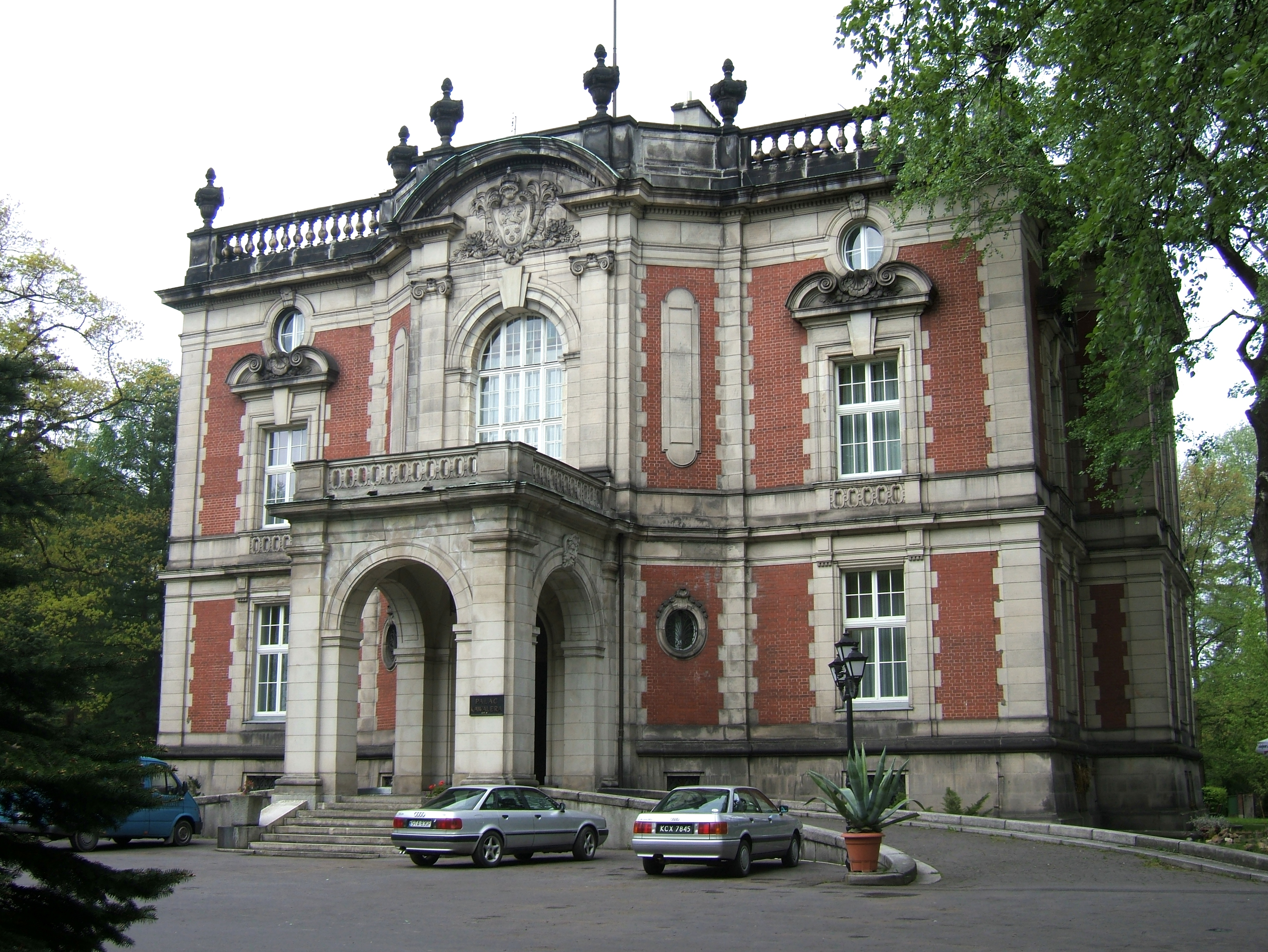
Le Palais des Chevaliers (Pałac Kawalera)
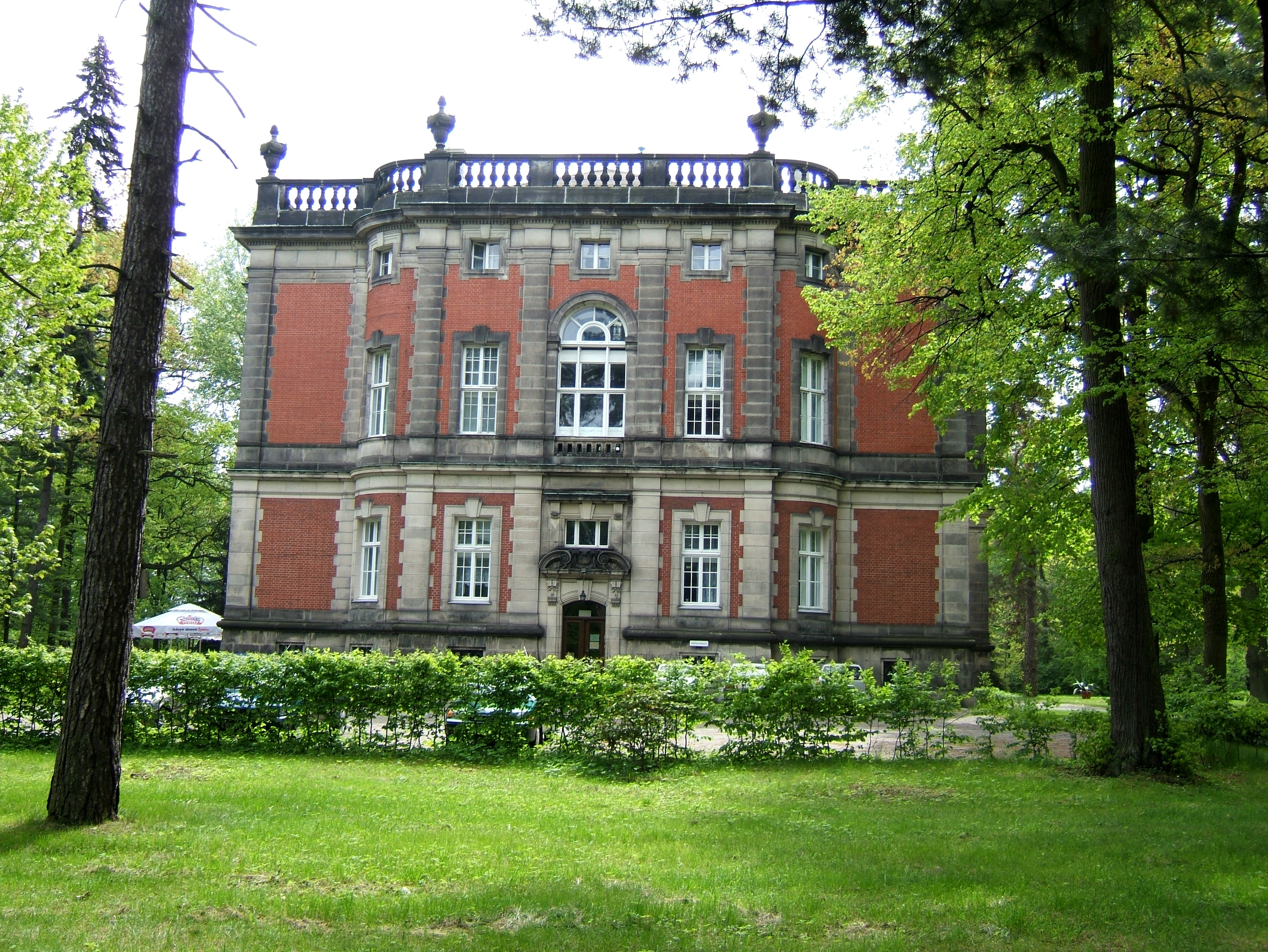
Arrière du Palais des Chevaliers, ancienne dépendance (1903-1906)

Le parc du château
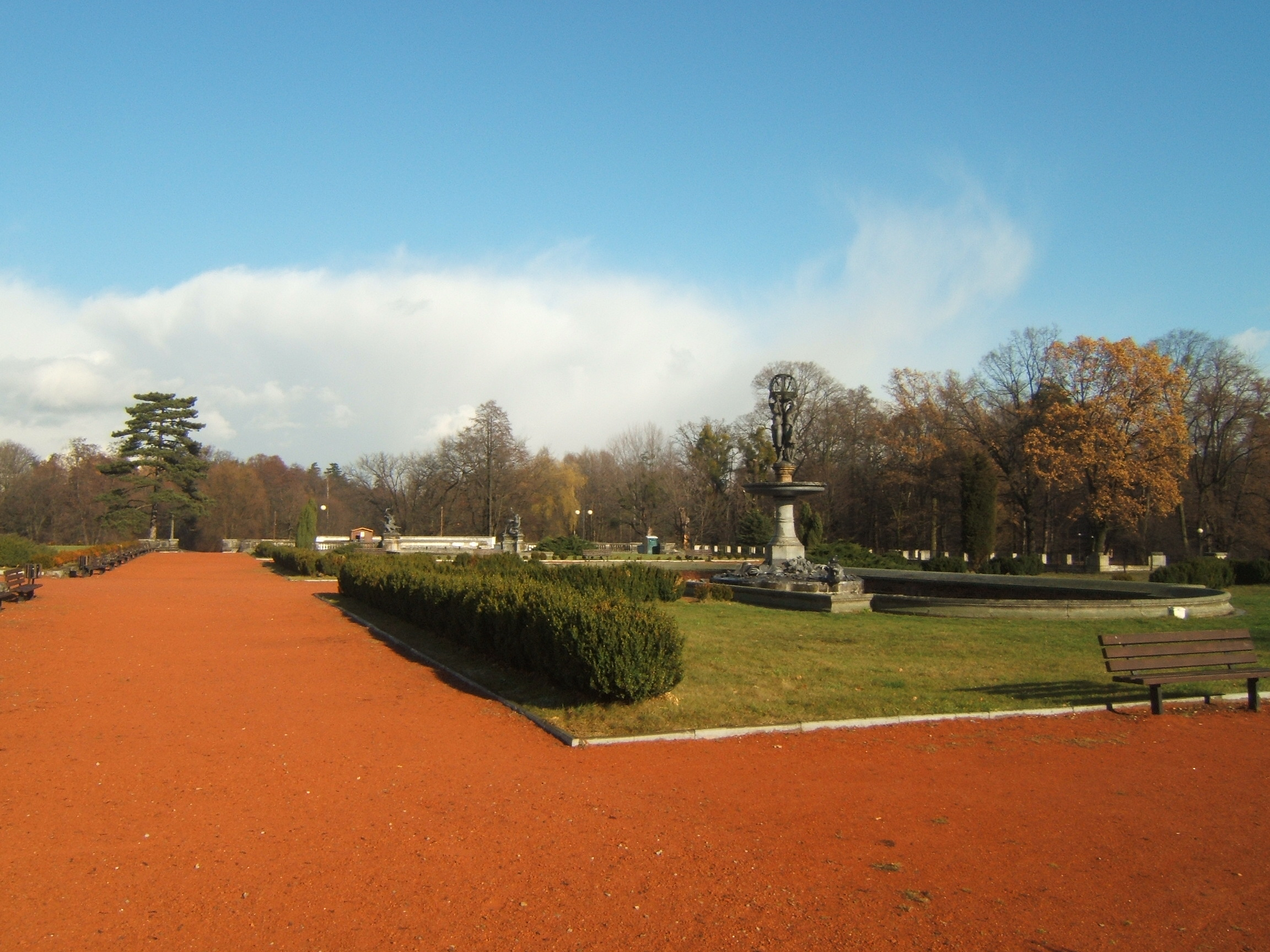
Le parc
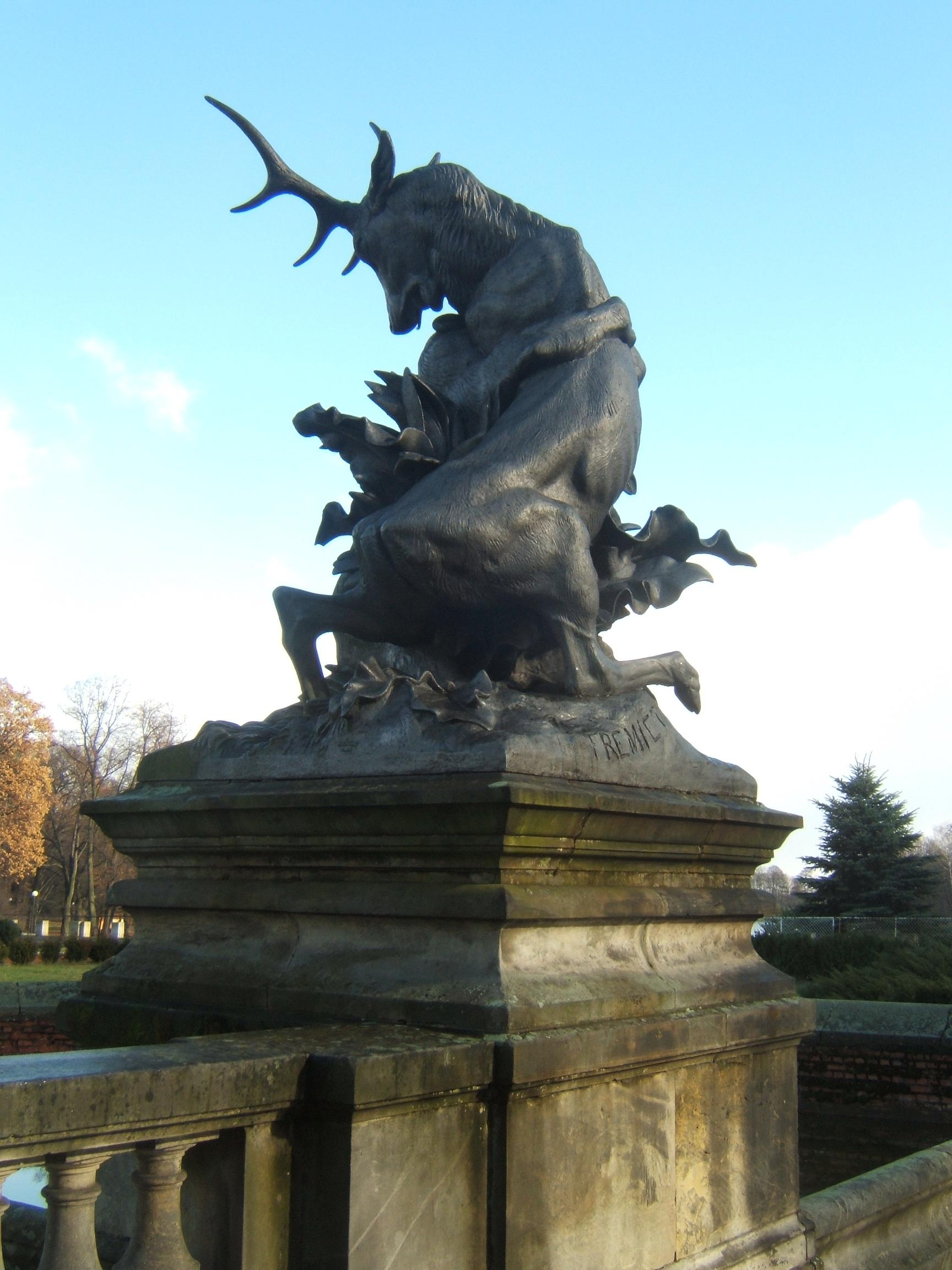
Le cerf et l'ours
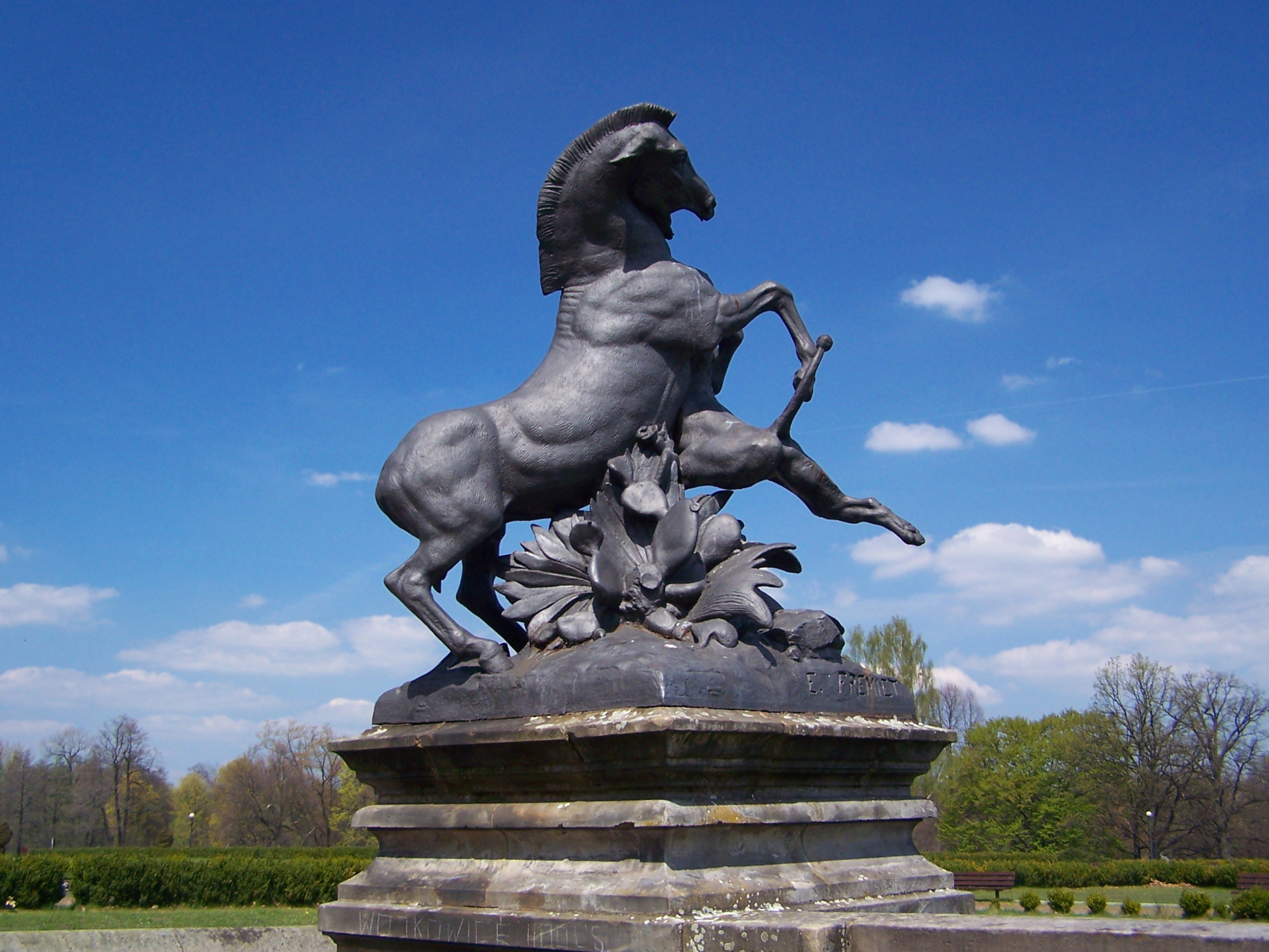
Le cheval et la lionne
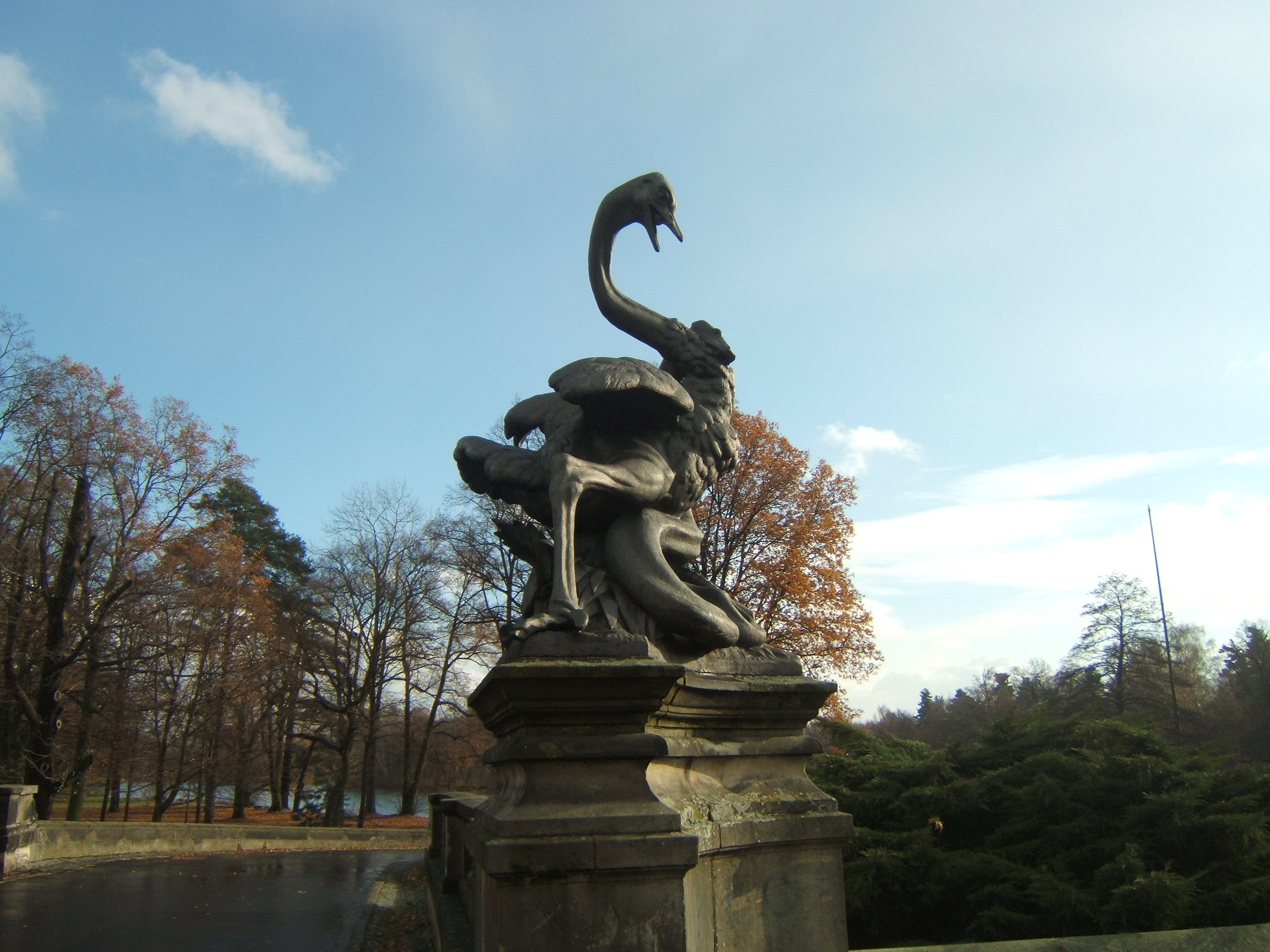
L'autruche et le serpent
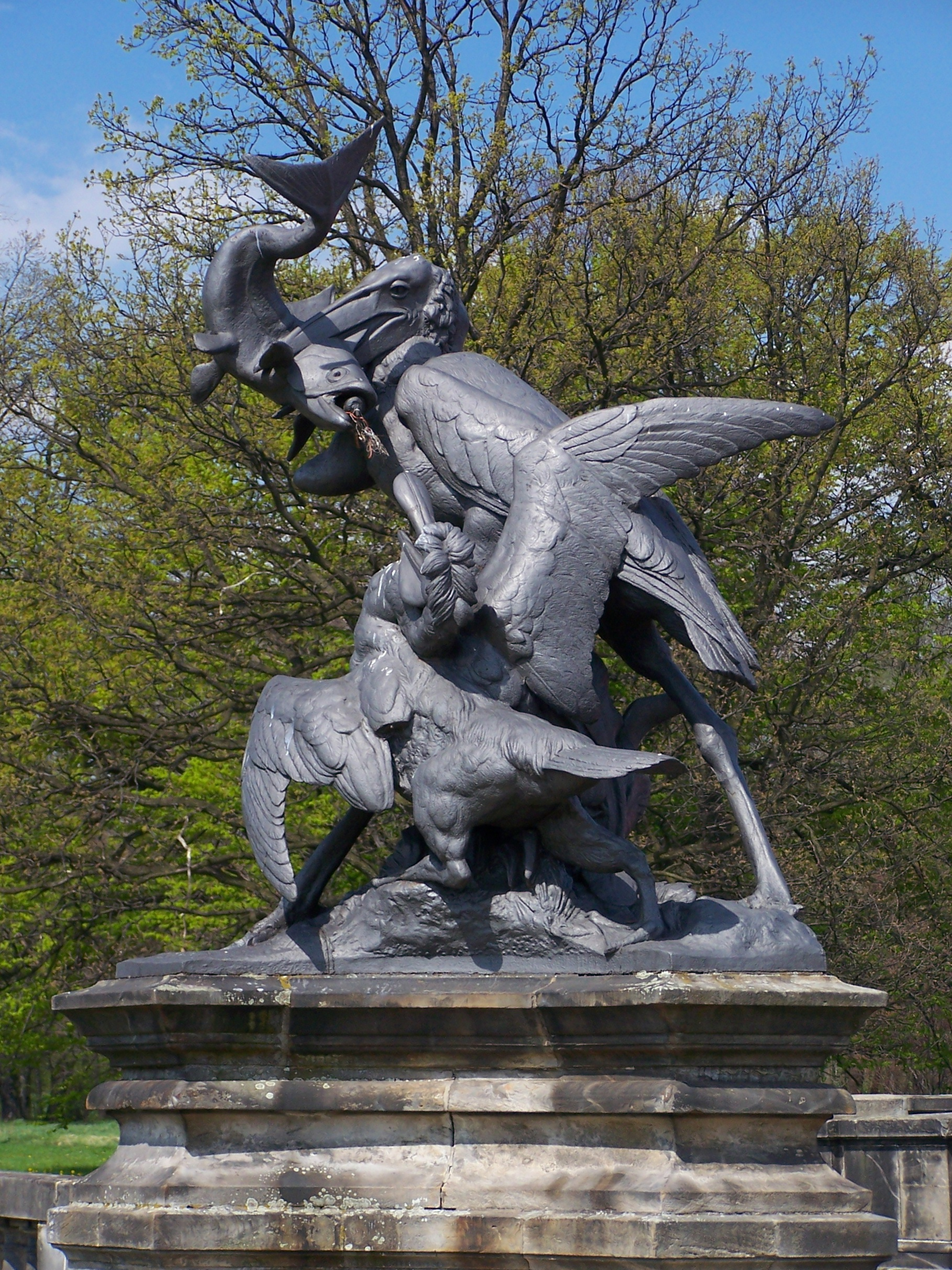
Le pélican et le poisson

La fontaine des Trois Grâces
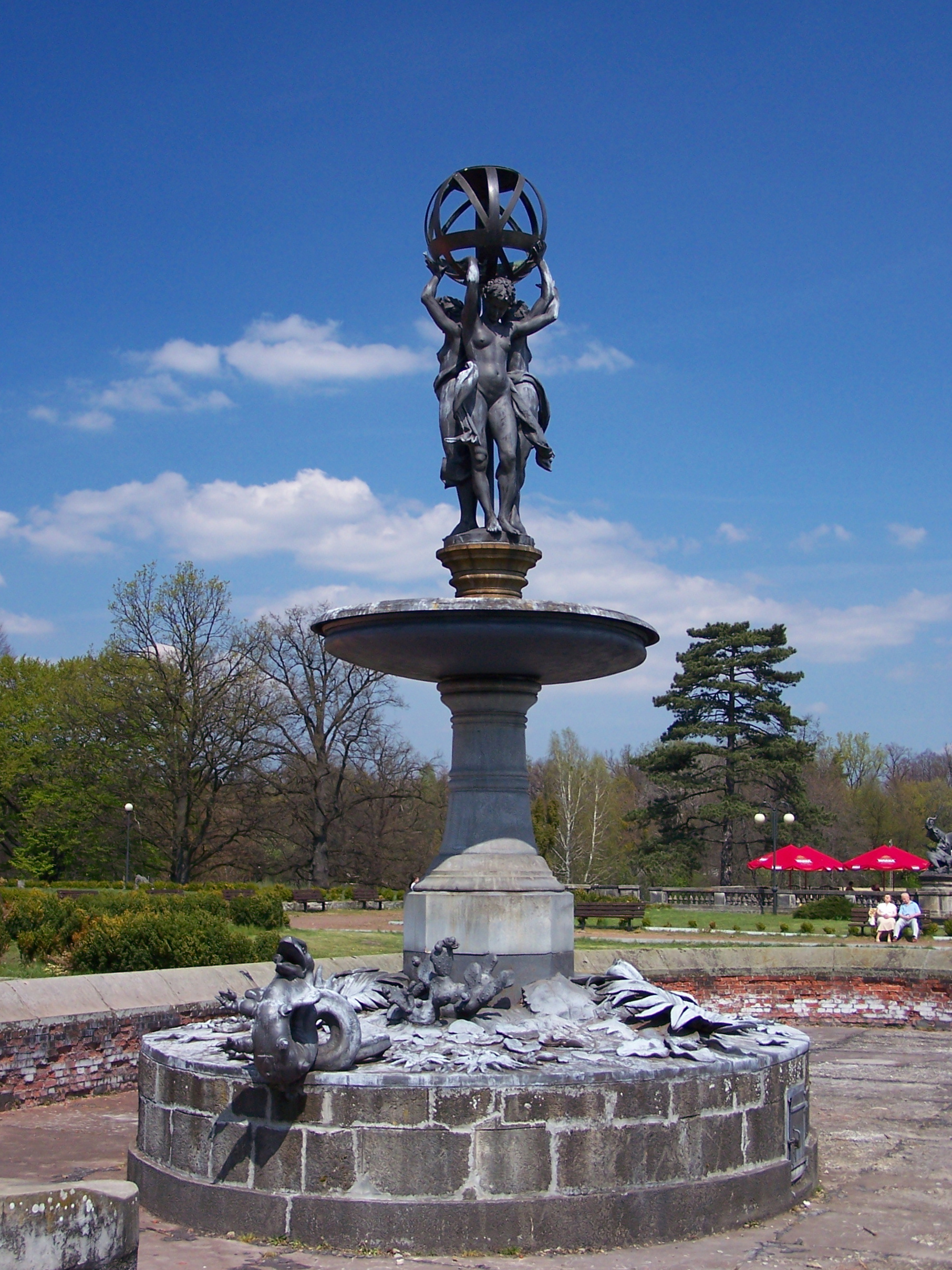
La fontaine des Trois Grâces
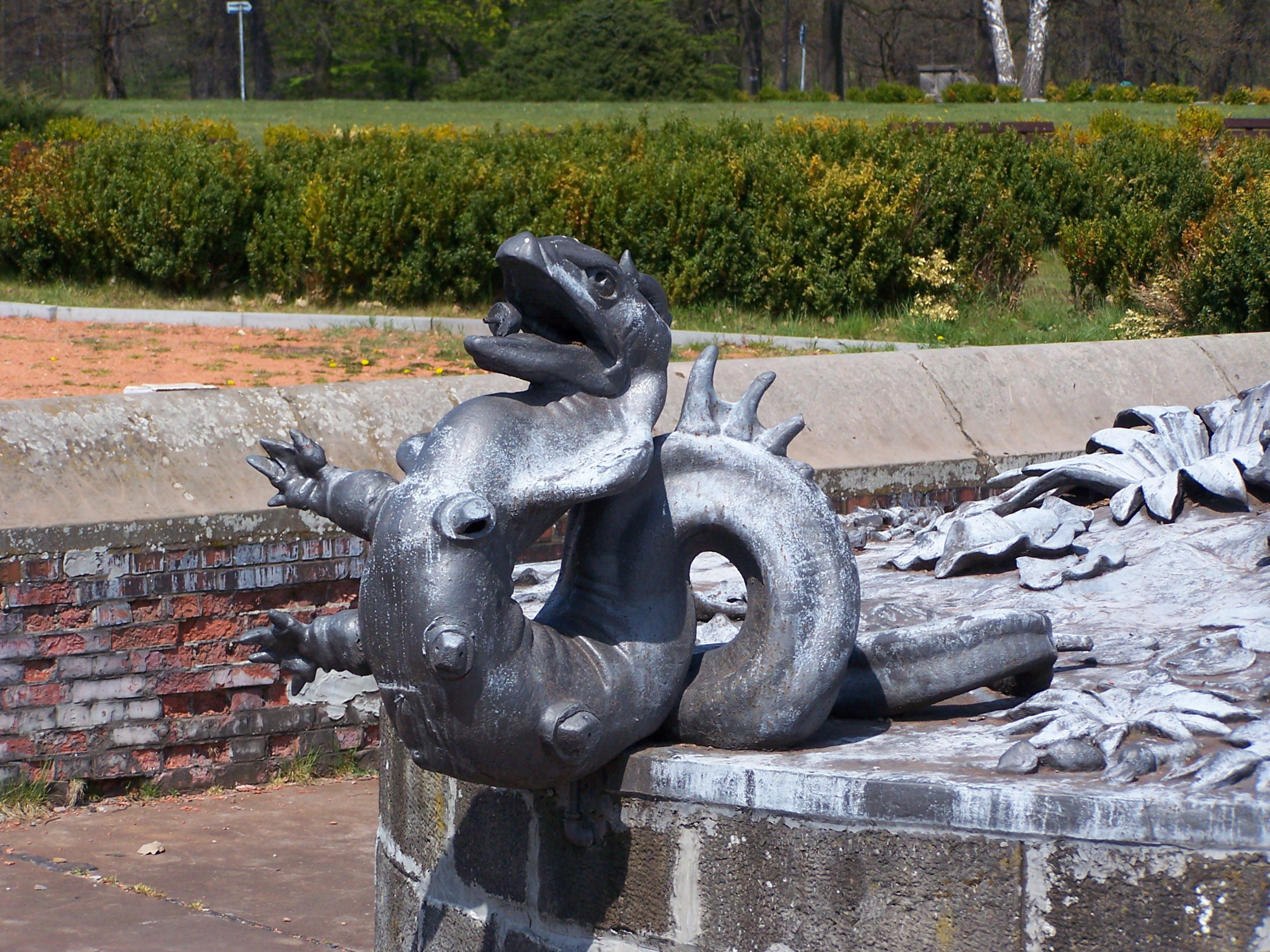
Le mascaron
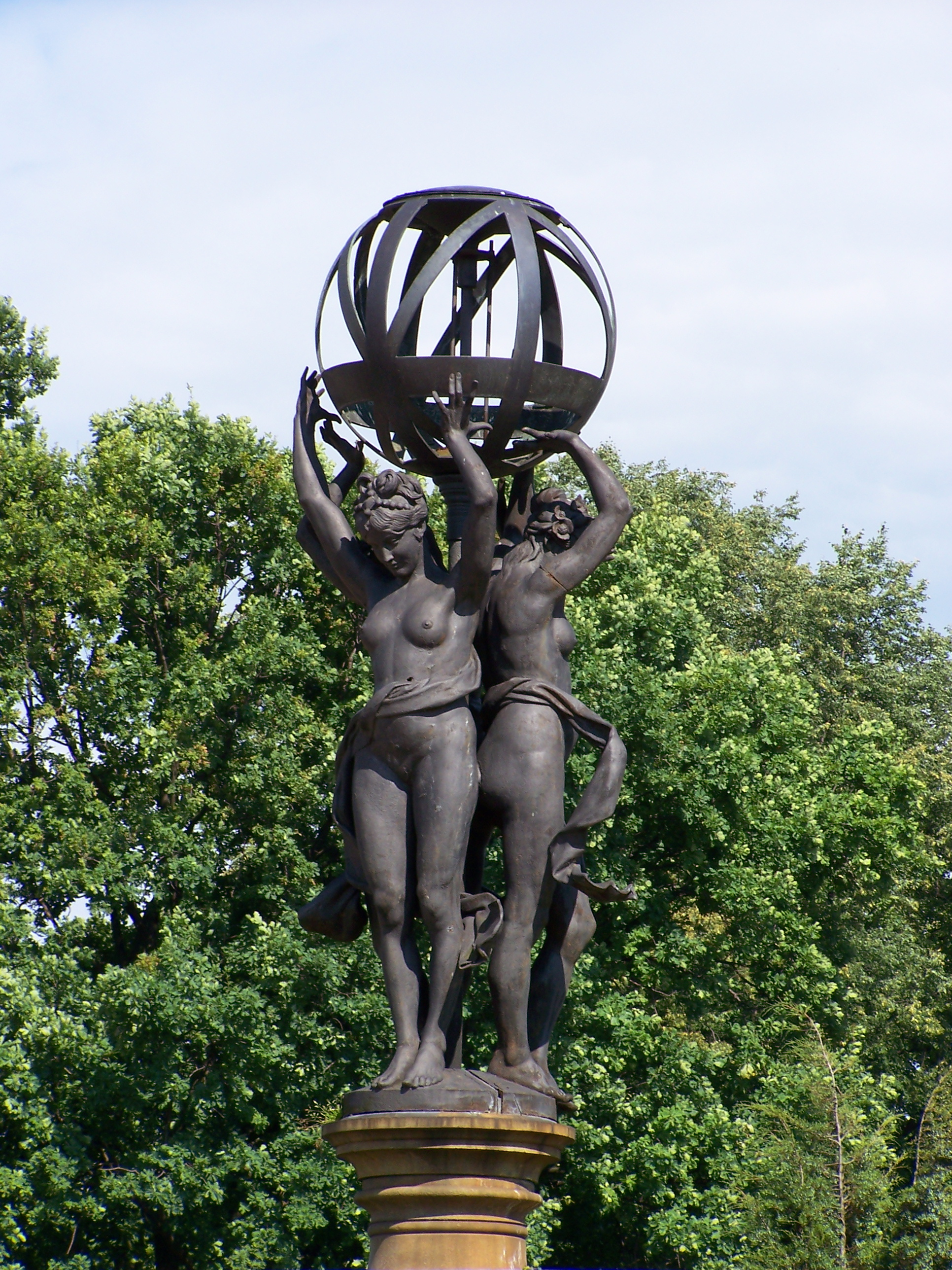
Les trois cariatides

## La FondationDonnersmarck
Il y eut des tentatives de dissolution de la Fondation pendant la période du national-socialisme. Celles-ci ont retardé la mise en œuvre des plans ambitieux, pour de nombreuses années. Depuis 1954, la reconstruction de la Fondation a commencé, et ses capacités à financer des projets à croître de nouveau. Aujourd’hui, la Fondation se consacre à travers diverses institutions, employant au total 550 personnes, à la réhabilitation et à la promotion des personnes handicapées, à la formation depuis 1980, et au tourisme depuis 1963. Simultanément, elle s’engage dans les travaux de recherche portant sur la réhabilitation neurologique. Depuis 2006, le conseil d’administration de la Fondation décerne régulièrement le « Prix de la recherche de la Fondation du Prince Donnersmarck ».

## BijouxDonnersmarck
Par la qualité de ses pièces, la collection de bijoux Donnersmarck passait pour égaler, voire dépasser celles des souverains d'Europe.
- Le 17 mai 2007, Sotheby's vend à Genève, pour 3,5 et 5 millions de francs suisses (soit 2 et 3 millions d'euros), deux diamants jaunes dits Donnersmark ayant appartenu à la Païva : l'un en forme de poire (pear shaped), pesant 82,48 carats ; l'autre en forme de coussin (cushion shaped), de 102,54 carats[18],[19].

- Le prince avait commandé un superbe diadème pour la princesse Katharina[20], composé de 11 émeraudes colombiennes exceptionnellement rares, en forme de goutte et pesant plus de 500 carats. Ces émeraudes semblent avoir fait partie de la collection personnelle de l'impératrice Eugénie, vendue aux enchères à Londres, chez Christies, le 24 juin 1872. La tiare fabriquée autour des années 1900, probablement par le joaillier parisien Chaumet, a été vendue aux enchères par Sotheby's le 17 mai 2007, pour plus de 11 millions de francs suisses, soit 2 millions de plus que l'estimation la plus élevée[21].
- Un collier, constitué de 15 émeraudes colombiennes et de diamants, a été vendu aux enchères par Christie's, à Genève, le 15 novembre 2007, pour plus de 2 millions de francs suisses. Le collier avait été probablement confectionné par le joaillier parisien Boucheron (archives du 19 décembre 1882), pour la Païva, puis modifié dans les années 1900, pour la princesse Katharina[22],[23].
- Un pendentif en perle naturelle et diamants, fabriqué par le joaillier Chaumet en 1896 pour la princesse Katharina, a été vendu aux enchères par Christie's, à Genève, le 15 novembre 2007, pour plus de 661 000 francs suisses. La perle de 55,62 carats, se distingue comme étant l'une des vingt plus grandes perles naturelles de qualité gemme, enregistrées[24].